# 德蘭中學
德蘭中學（英語：St. Teresa Secondary School），於1978年創校，屬天主教香港教區，位於香港何文田常盛街19至21號，是一所全日制資助文法中學，亦是何文田區內唯一的女子中學，校訓是「慎思明辨」。
由於與校址同屬九龍城區的聖德肋撒堂之緣故，學校的主保為聖女小德蘭（St. Teresa of Lisieux）並以此命名，藉此盼全體員生秉承主保聖女小德蘭的芳表。
德蘭中學實踐天主教全人教育的辦學理想，課程編排以維護真理、義德、愛德、生命和家庭五個核心價值為本。

## 校政管理
歷任校監
- 1978年至1992年：朱樂蓮 修女[5][6]（Lorraine Turcotte）
- 1992年至1995年：凌蕙彤 修女[6]
- 1995年至1997年：關慧賢 女士[6]
- 1997年至1999年：？
- 1999年至2003年：凌蕙彤 修女[6]
- 2003年至2011年：劉德光 神父[6]
- 2011年至今：劉富根 神父[6]

歷任校長
- 1978年至1995年：關惠賢 女士[6][7][註 1]
- 1995年至2011年：黃淑儀 女士[6]
- 2011年至2020年：譚潤明 女士[6]
- 2020年至今：葉妙顏 女士

歷任副校長
- 吳麗娟 女士[9]
- 李婉鈞 女士[10]
- 胡杏芳 女士[11]
- 黃少玲 女士[11]
- 葉美寶 女士[12]
- 洪珮鏇 女士[12]

## 歷史發展
德蘭中學的前身為1973年開設的寶血會金禧中學。金禧事件早期（1977年暑假）因管治問題改屬天主教香港教區。但是，由於教區另行委任的新校長意圖排斥舊有師生，導致學校管治問題持續，於1978年5月14日被教育司署下令停辦，事件引起軒然大波；其後，因應教育司署報告書要求，此校於同年稍後時間由教區復辦，易名德蘭中學。

## 事件
2003年香港流行非典型肺炎期間，由於有學生懷疑感染，故學校安排駐校教育心理學家，為受影響師生提供心理輔導。
2017年，該校四十周年校慶，舉辦了主保瞻禮感恩祭，並在該校開設了德蘭資料館及生涯規劃室。
2016年12月7日，早上7時許，工作人員回到學校小吃店開始工作時發現小吃店凌亂不堪，懷疑有人入室盜竊。警察趕到現場進行調查，經統計損失約2000元。初步不排除犯人趁著半夜爬山邊的窗戶潛入校園作案。此案被列為入室盜竊案進行後續處理。
2019年9月9日反對逃犯條例修訂草案運動中的人鏈活動，全港多間中學的學生及校友發起人鏈行動，表達爭取「五大訴求」的決心，該校的學生都參與。活動在早上約7時開始，到8時左右結束。全港十八區中除了離島區外，其餘十七區都有中學學生及校友參與此行動。
2022年4月26日晚上8點左右，有人在學校天台黑暗中發現一名懷疑試圖跳樓的女學生。警方接到報案後趕到，確認該學生屬於該校，並把對方帶回了安全的地方兼送醫檢查。當天學校被用作香港中學文憑考試場地，沒有任何學生上課，警方正調查事件在當天夜間發生的原因。

## 校徽釋義
德蘭中學校徽中的盾牌象徵勇敢與剛毅，十字架象徵耶穌基督的教訓，書本象徵自我充實來實踐校訓「慎思明辨」，玫瑰花象徵聖女小德蘭（St. Teresa of Liseux）的美德、白鴿象徵聖神的臨在。絲帶則象徵溫柔與美感。

## 校園環境
該校位於九龍何文田常盛街，與陳瑞祺（喇沙）小學及旅港開平商會中學為鄰，亦鄰近何文田廣場、香港都會大學及豪宅皓畋。校舍的前身是戰後何文田新村平房區山邊的寮屋區。
學校由四棟建築物組成，西南方為教學大樓，包含校務處、教員室、圖書館及每層六間標準課室，每間課室設有互動投映器及電子白板；東南方為特別室大樓，包含創意媒體實驗室、德蘭創客工作室、科技與生活室及四間實驗室，與教學大樓皆在開校時已落成；東北方為新翼「德蘭樓」，包含學生活動室、室內賽艇室及心靈加油站等，與兩棟舊翼相連，並設有斜道及暢通易達升降機；西北方為獨立而建的禮堂，內設演講廳。禮堂旁設有農圃供學生種植、養殖動物。四棟建築物圍繞著包含兩個籃球場的操場。校園當眼處樹立了聖女小德蘭的雕塑。
該校鋪設了無線網絡，推行電子教學。學校設有的創意媒體實驗室內置的全是蘋果電腦iMac、3D食物打印機，並建立了德蘭創客工作室（Maker Space），讓學生更有效地進行跨學科科學探究活動。校園各處都存在著電子科技的蹤影，尤其是一些學校自行研發的設備，例如自行以發光二極體製作及配合PHP網站聯緊而成的校內考試監考通知系統「監考平安鐘」物聯網等。

## 其他資料

### 校歌
該校校歌由神父劉榮耀作曲，前校長關慧賢填詞。

### 校風
德蘭中學是一所女子中學，有志願入讀該校的家庭認為其校風淳樸。該校推廣讚賞文化，甚少對學生使懲罰，更不會有缺點、小過或大過，取而代之是關懷和勸導。學校亦推行讚賞支票計劃，培養校內關愛及讚賞的文化，促進學生的良好行為。

### 多元學習
德蘭中學每年秋季在香港島灣仔運動場舉辦陸運會。該校學生於美術、田徑、籃球、舞蹈、跳水和插花等均曾獲不少獎項，例如田徑隊於教區聯運會中以四連冠佳績奪得「主教盃」。而該校舞蹈組、合唱團、管樂團曾獲不同機構邀請於校外甚至國外表演。另外還設領袖訓練和體驗營商實踐計劃，為學生升學就業作準備。又成立航空青年團及女童軍。
德蘭中學的教學理念重視發展學生的多元才能，故鼓勵學生參與STEM教學。學校曾獲得《2020 年大灣區STEM卓越獎（香港區）》十佳學校特別提及獎（中學組）。該校推動了 STEM 教育，更成為教育局選定的先導學校，進行了課堂錄影以作日後分享之用。

### 語文政策
德蘭中學多數科目均以英語授課，除體育、音樂、視藝、宗教教育科以中文授課外，初中數學及科學科全英語教授，其他學科循序漸進教授、會用英文考核內容。高中多數科目均以英語授課，如數學、物理、化學、生物、商科等，配合學生升讀大學的實際需要。該校亦有開設法語、西班牙語、日語及韓語班。

## 班級結構
德蘭中學現時實行每級四班的平衡班級結構。每級各班以A至D（愛」、「孝」、「悌」、「忠）4個英文字母來代表。每逄新學年，學生都會按成績被重新編配班別。
| 年度                | 中一 | 中二 | 中三 | 中四 | 中五 | 中六 | 中七 |
| ------------------- | ---- | ---- | ---- | ---- | ---- | ---- | ---- |
| 2009/2010年度或之前 | 7    | 6    | 6    | 6    | 6    | 2    | 2    |
| 2010/2011           | 6    | 6    | 6    | 6    | 6    | 2    | 2    |
| 2011/2012           | 4    | 5    | 6    | 6    | 6    | 6    | 2    |
| 2012/2013           | 4    | 4    | 5    | 6    | 6    | 6    |      |
| 2013/2014           | 4    | 4    | 4    | 5    | 6    | 6    |      |
| 2014/2015           | 4    | 4    | 4    | 4    | 5    | 6    |      |
| 2015/2016           | 4    | 4    | 4    | 4    | 4    | 5    |      |
| 2016/2017年度至今   | 4    | 4    | 4    | 4    | 4    | 4    |      |

## 社制
德蘭中學現時四社皆以天主教貞潔聖人命名。
| 舊制              | 新制（2016至今）    |
| ----------------- | ------------------- |
| St. Anne House    | St. Agnes House     |
| St. Clare House   | St. Cecilia House   |
| St. Pauline House | St. Catherine House |
| St. Rose House    | St. Faustina House  |
| St. Ruth House    |                     |

## 著名/傑出校友
教育、文化界
- 君比（馮忻忻）：已故著名青少年及兒童文學作家[32][33][34]
- 陳芳怡：香港恒生大學市場學系助理教授（中七）[12]
- 陳美儀：中華基督教會基道中學校長[9]
- 楊秀鳳：迦密唐賓南紀念中學校長

演藝界
- 梁敏儀：香港女演員
- 谷祖琳：香港女演員
- 黃泆潼：香港女演員
- 何晶晶：香港女歌手、配音員
- 何天兒：香港女演員、2007年度香港小姐競選佳麗
- 鍾凱琪：香港女演員
- 單文柔：香港女藝人、2016年度香港小姐競選十強佳麗[35]
- 何思諺：廣告模特兒[36]
- 陳婉晴：廣告模特兒[37]
- 方皓玟：香港女藝人
- 坂部佩莎：全民造星4參賽者
- 吳文懿：TVB第32期藝員訓練班演員
- 何愷琳：TVB港聞部記者

體育界
- 溫健儀：前香港田徑代表隊成員兼本地田徑多項紀錄保持者[38]
- 楊慧玲：香港藝術體操隊教練[39]

商界
- 郭婷婷：香奈兒有限公司亞太區業務解決方案總監[40][41]
- 陳慧慈：香港迪士尼樂園園藝服務經理[42]

其他界別
- 陳海琪：香港唱片騎師[註 2]

## 外部連結
- 官方网站
- 《中學概覽 2017/2018》 （页面存档备份，存于）
- 教育統籌局 - 學校資料[永久]
- 德蘭中學：校本設計英語課程 因材施教學有所成 （页面存档备份，存于）